# Johann Gerhard von Druffel
Johann Gerhard von Druffel (* 6. April 1759 als Johann Gerhard Druffel in Münster; † 1. Juli 1834 ebenda) war einer der wichtigsten Berater und Stellvertreter des Fürstbischofs von Münster, Maximilian Franz. Nach dem Übergang des Gebietes an Preußen war er preußischer Beamter.

## Leben
Druffel wurde am 6. April 1759 als Sohn des Apothekers Hermann Andreas Druffel und seiner Frau Maria Christine Hellweg in Münster geboren. Ab 1776 studierte er zunächst in Münster, später in Göttingen, Weimar und Wien Jura. Am 10. April 1781 wurde er als Rechtsanwalt vereidigt. 1789 übertrug ihm der münsterische Fürstbischof, Max Franz, eine Stelle im geheimen Ratskollegium; er gehörte so zu den engsten Beratern des Fürstbischofs. Er stellte die Verbindung des in Bonn residierenden Fürstbischofs mit den Behörden des Hochstift Münster her, da sich Maximilan Franz so gut  wie nie in Münster aufhielt; war er doch auch Kurfürst und Erzbischof von Köln in Personalunion. Druffel war also de facto der Stellvertreter Maximilian Franz’ und Regent des Hochstifts Münster. Die Heirat mit Agnes Franziska von Büren fand am 4. Oktober 1788 in Münster statt; aus dieser Ehe sind sieben Kinder (drei Töchter und vier Söhne) hervorgegangen.
Im Jahre 1790 erhielt er die Ernennung zum wirklichen geheime Rat, im Jahr 1793 wurde er zum Direktoralgesandten des niederrheinisch-westfälischen Reichskreises ernannt. Für die damalige Zeit ungewöhnlich ist, dass diese Stellungen ein Bürgerlicher bekleiden konnte. Maximilian Franz muss also großes Vertrauen in die Person Johann Gerhard Druffels gehabt und seine Fähigkeiten hoch angesehen haben. Dies wird auch dadurch deutlich, dass Johann Gerhard Druffel ein Jahreseinkommen von etwa 2000 Reichstalern bezog, wohingegen die übrigen adligen geheimen Räte nur 500 Reichstaler Jahreseinkommen bezogen.
Am 26. Februar 1804 wurde er, auf Vorschlag des Freiherrn vom Stein, durch Kaiser Franz II. in den Adelsstand des Heiligen Römischen Reiches erhoben, welches am 8. November durch den preußischen König Friedrich Wilhelm III. in Preußen anerkannt wurde.
Während der französischen Herrschaft bekleidete Druffel verschiedene Beamtenstellen; auch hier war er ein wichtiger Berater des Präfekten in Münster. Ab 1815 war er Mitglied der neuen preußischen Regierungskommission und ab 1816 war er geheimer Regierungsrat der neuen Regierung Münster. Auch zu dieser Zeit erhielt er mit etwa 2000 Reichstalern jährlich ein wesentlich höheres Einkommen als die anderen Beamten in vergleichbaren Stellungen.
Im Jahre 1832 wurde ihm, als Anerkennung seiner Leistungen und Verdienste, der rote Adlerorden III. Klasse verliehen. Selbst kurz vor seinem Tod, im Alter von 75 Jahren, war er noch als Beamter tätig. Er erkrankte jedoch am 26. Juni 1834 an einer Entzündung des Unterleibs, woran er fünf Tage später, am 1. Juli 1834, starb.